# Culicoides paraensis
Culicoides paraensis é uma espécie de mosquito encontrada do norte dos Estados Unidos até a Argentina, que atua como vetor do vírus da febre de Oropouche . 
O mosquito também é conhecido como maruim, meruim, muruim ou mosquito-pólvora, e pertence à família Ceratopogonidae.

## Distribuição e Habitat
Culicoides paraensis é amplamente distribuído nas Américas, sendo encontrado em regiões que vão desde o norte dos Estados Unidos até a Argentina. Este mosquito prefere habitats úmidos e é frequentemente encontrado em áreas próximas a corpos d'água, onde as larvas se desenvolvem.

## Importância Médica
A espécie Culicoides paraensis é de grande importância médica devido ao seu papel como vetor do vírus Oropouche (OROV). Este vírus causa a febre Oropouche, uma arbovirose que pode levar a surtos significativos em populações humanas. A transmissão ocorre quando o mosquito pica uma pessoa ou animal infectado e, posteriormente, pica uma pessoa suscetível.

## Ciclo de Vida
O ciclo de vida de Culicoides paraensis inclui quatro estágios: ovo, larva, pupa e adulto. As fêmeas adultas são hematófagas, necessitando de uma refeição de sangue para a produção de ovos. Elas são mais ativas durante o crepúsculo e à noite.

## Sintomas da Febre Oropouche
Os sintomas da febre Oropouche incluem febre, dor de cabeça, dor muscular e articular, semelhantes aos sintomas de outras arboviroses como a dengue. A doença geralmente tem um curso autolimitado, mas pode causar recidivas em alguns pacientes.

## Prevenção e Controle
A prevenção da febre Oropouche envolve medidas para reduzir a população de Culicoides paraensis e evitar suas picadas. Isso inclui o uso de repelentes, telas em portas e janelas, e a eliminação de criadouros de larvas.